# 華盛頓州地方政府
美國華盛頓州共有281個地方政府。州法律決定了各個地方政府的權力。

## 城市分級
法律上來說，華盛頓州的一個城市可以以它的等級來作主要描述。華盛頓州的城市共分為五級：
- 一級市（First class city）（佔3.6%）
- 二級市（Second class city）（佔3.2%）
- 鎮（Town）（佔24.6%）
- 未分級市（Unclassified city）（只有一個）
- 編碼市（Code city）（佔68.3%）

一級市為分級當時人口超過10,000人並且在地方自治特許狀下運作的城市。這些城市可以執行任何《華盛頓州修訂法》第35章特別允許的職責。包括西雅圖、塔科马、斯波坎、溫哥華和雅基馬。
二級市為分級當時人口超過1,500人並且不具地方自治特許狀的城市。就像一級市一樣，這些城市可以執行任何《華盛頓州修訂法》第35章特別允許的職責。包括奥查德港、瓦帕托、奥马克和科尔维尔。
鎮為分級當時人口低於1,500人的地方政府。鎮並不在特許狀下運作。就像前面的城市一樣，這些鎮可以執行任何《華盛頓州修訂法》第35章特別允許的職責。包括斯特拉昆、星期五港、伊頓維爾和沃特維爾。1994年，州議會規定1,500人為建制的人口下限。
未分級市並不在任何分級下運作。只有一個城市——瓦拉瓦拉郡的韦茨堡——是未分級市。該市在1881年的領地特許狀下成立，即華盛頓州加入聯邦的前八年。
編碼市為州議會所用來在州憲法看一般法下允許最大程度的地方自治。華盛頓州內最多城市採用這個分級。包括伦顿、贝尔维尤、奧林匹亞、長景市、普尔曼和大學城。
編碼市（非必要自治編碼市（optional municipal code cities）的縮寫，由《華盛頓州修訂法》第35A章編碼）被州憲法或州法律授權得以執行任何沒有特別禁止的職責。這些城市可以執行任何其它分類的城市所被允許的職責。

## 政府形式
華盛頓州的一個城市可以以它的政府形式來作次要描述。市與鎮的政府有三種不同的形式：
- 市委員會制（只有一個）
- 市長-議會制（佔81.1%）
- 議會-經理制（佔18.5%）

市委員會制
雪爾頓是華盛頓州唯一使用三人委員會制政府的城市。
市長-議會制
華盛頓州內最多城市採用這種形式，這種政府需要一個民選市長和一個民選市議會。包括西雅圖、斯波坎、肯特、埃弗里特、布雷默顿和贝灵厄姆。
議會-經理制
這種形式的政府有一個民選的市議會和一個委任的市經理。包括雅基馬、溫哥華、塔科马、贝尔维尤和肯纳威克。

## 外部連結
- 《華盛頓州修訂法》第35章 （页面存档备份，存于）（管理全部城市）
- 《華盛頓州修訂法》第35A章 （页面存档备份，存于） （管理編碼市）
- 華盛頓州市政研究及服務中心 （页面存档备份，存于）